# Friends with Better Lives
Friends with Better Lives es una comedia de situación estadounidense estrenada el 31 de marzo de 2014 por CBS.
El 10 de mayo de 2014 la serie fue cancelada luego de transmitirse sólo cinco episodios, aunque los ocho episodios restantes salieron al aire, para formar una temporada con un total de 13 episodios

## Argumento
La serie sigue la vida de seis amigos, todos los cuales se encuentran en diferentes etapas de su vida y piensan que los otros tienen una mejor vida que ellos mismos. Will (James Van Der Beek) es un reciente soltero suspirando por su exesposa; Jules (Brooklyn Decker) y Lowell (Rick Donald) están recién comprometidos; Kate (Zoe Lister-Jones) es una mujer exitosa en su carrera que no tiene la mejor suerte con las citas; y Andi (Majandra Delfino) y Bobby (Kevin Connolly) son una pareja felizmente casada añorando sus días de diversión cuando eran más jóvenes.

## Reparto

### Reparto principal
- Brooklyn Decker como Jules Talley.
- James Van Der Beek como Will Stokes.
- Zoe Lister-Jones como Kate McLean.
- Rick Donald como Lowell Peddit.
- Majandra Delfino como Andi Lutz.
- Kevin Connolly como Bobby Lutz.

## Episodios
1. Pilot
2. Window Pain (Reentrenando a Will)
3. Game Sext Match (Guerra De Sexos)
4. Pros and Cons (Pros & Contras)
5. The Bicycle Thieves (Ladrones De Bicicletas)
6. Yummy Mummy (Linda Mama)
7. Cyrano de Trainer-Zac (El Entrenador Zac)
8. Something New (Algo Nuevo)
9. Surprises (Rompiendo La Rutina)
10. Deceivers (Nada Es Lo Que Parece)
11. No More Mr. Nice Guy (Basta Del Señor Amable)
12. The Lost and Hound (Perdido & Perseguido)
13. The Imposters (Los Impostores)